# The CD Club
The CD Club (ザシーディークラブ)はかつて株式会社ソニー・ミュージックダイレクトが行っていた、会員に向けて、厳選された＜今月の推薦盤＞と、第一線で活躍する著名人による名盤秘話やエッセイ満載の＜CDクラブマガジン＞を定期便として届けていた、会員制通信販売のCDバージョンである。

## 概要
開始時期終了時期はともに不明だが96年ごろには、会員に試聴CDが送られそれを聞いて買うというシステムであった。2010年9月には、ネットショップTHE CD CLUB NET SHOPが始まる。これは40～60歳代をメインターゲットとする会員制の通販サイトであった。会員専用のコーナーにはオーダーメイド・クラブというのが存在し、洋楽を中心に、廃盤や入手困難な CD を会員のリクエストにより復刻する目玉コーナーであった。複数レコード会社協力により、The CD Clubオリジナルの選曲したベスト盤を通信販売限定で発売した。The CD Clubオリジナル盤以外に、ソニー・ミュージックダイレクトの市販CDもカタログに掲載、販売された。
The CD Clubオリジナル盤にはJANコードは割り当てられていない（管理暗号のバーコードのみ印刷されている）

## 主な協力レコード会社及び作品
- 規格品番は各社通常の品番とは異なりThe CD Club用の“F”から始まるF/CLになっている。
- 類似の“FHCL”品番は本作品シリーズが発売される前から使用されているレコード会社ファンハウスの全く関係のない規格である。なおファンハウス盤は“FUCL”規格を使用している。
- 基本的に1レコード会社ごとの規格を割り振られているが、“FZCL”規格のみ複数レコード会社の共同規格になっている。
- ソニー・ミュージックダイレクトの"DY"規格は使用されていない。

| 邦楽タイトル                             | 邦楽タイトル                                                                                        | 邦楽タイトル  |
| レコード会社                             | アーティスト/タイトル                                                                               | 規格          |
| ---------------------------------------- | --------------------------------------------------------------------------------------------------- | ------------- |
| アルファレコード                         | Yellow Magic Orchestra『ベスト・ヒット』（1993年）                                                  | FACL-30215    |
| アルファレコード                         | 荒井由実『ひこうき雲／エタニティ』（1996年）                                                        | FACL-30696    |
| BMG JAPAN                                | 吉田美奈子『ベスト・コレクション』（2001年）                                                        | FBCL-40589    |
| BMG ファンハウス                         | 辛島美登里『ベスト・コレクション』（2000年）                                                        | FBCL-40325    |
| ソニー・ミュージック                     | 五輪真弓『ベスト・コレクション+アナザー・フェイス（2枚組）』（2003年）                              | FCCL-41326～7 |
| ソニー・ミュージック                     | 筒美京平『作品集』（1999年）                                                                        | FCCL-40198    |
| ソニー・ミュージック                     | 渡辺真知子『迷い道 ベスト・ヒット』（1995年）                                                       | FCCL-30464    |
| ソニー・ミュージック                     | 南沙織『色づく街 ベスト・ヒット』（1991年）                                                         | FCCL-30056    |
| ソニー・ミュージック                     | 森田公一とトップギャラン『青春時代 ベスト・ヒット』（1997年）                                       | FCCL-30742    |
| ソニー・ミュージック                     | 荒井由実『卒業写真 荒井由実作品集』（1998年）                                                       | FCCL-30983    |
| ミディ                                   | 坂本龍一『ベスト・セレクション』（1993年）                                                          | FDCL-30276    |
| ミディ                                   | 矢野顕子『春咲小紅 ベスト・セレクション』（1994年）                                                 | FDCL-30307    |
| 東芝EMI                                  | 浅川マキ『夜が明けたら』（1999年）                                                                  | FECL-40145    |
| 東芝EMI                                  | アリス『帰らざる日々 ベスト・ヒット』（1993年）                                                     | FECL-30245    |
| 東芝EMI                                  | 甲斐バンド『HERO ベスト・セレクション』（1993年）                                                   | FECL-30279    |
| フォーライフミュージックエンタテイメント | 吉田拓郎『人間なんて エレック・レコーディング・ベスト』（2004年）                                   | FFCL-41697    |
| キティ・レコード                         | 来生たかお『来生たかおの世界 CM、ドラマ主題歌集』（1992年）                                         | FICL-30132    |
| 徳間ジャパンコミュニケーションズ         | 五木ひろし『ベスト・コレクション』（1994年）                                                        | FJCL-30392    |
| キングレコード                           | はっぴいえんど『アンソロジー 12月の雨の日』（1998年）                                               | FKCL-30990    |
| キングレコード                           | ザ・ピーナッツ『全曲集（2枚組）』（1999年）                                                         | FKCL-40182～3 |
| フィリップス・レコード                   | 石川セリ『ベスト・ヒット 八月の濡れた砂』（1995年）                                                 | FNCL-30456    |
| ポニーキャニオン                         | 松山千春『季節の中で ベスト・ヒット』（1992年）                                                     | FOCL-30120    |
| ポニーキャニオン                         | 姫神『ベスト・セレクション』（1996年）                                                              | FOCL-30666    |
| ユニバーサルミュージック                 | 高中正義『ベスト・コレクション』（2002年）                                                          | FPCL-41129    |
| トーラスレコード                         | 沢田亜矢子『シングル・コレクション』（1996年）                                                      | FQCL-30597    |
| トーラスレコード                         | テレサ・テン『別れの予感 オリジナル・ソングス』（1994年）                                           | FQCL-30328    |
| 日本クラウン                             | イルカ『スーパー・ベスト・コレクション（2枚組）』（2004年）                                         | FRCL-41588～9 |
| 日本クラウン                             | 伊勢正三『22才の別れ 伊勢正三（かぐや姫・風）ベスト・セレクション』（1994年）                       | FRCL-30319    |
| ポリスター                               | 谷村新司『1980～1986』（1992年）                                                                    | FSCL-30391    |
| ポリスター                               | 谷村新司『スーパー・コレクション』（2001年）                                                        | FSCL-40652～3 |
| テイチク                                 | 八神純子『ザ・ベスト・セレクション』（1996年）                                                      | FTCL-30886    |
| ファンハウス                             | 岡村孝子『夢をあきらめないで～ミストラル』                                                          | FUCL-30489    |
| ファンハウス                             | オフコース『君が、嘘を、ついた／オフコース2』                                                       | FUCL-30352    |
| ビクター                                 | 高橋真梨子『絆 スペシャル・エディション（2枚組）』（2000年）                                        | FVCL-41062～3 |
| ビクター                                 | 雪村いづみ『青いカナリヤ ベスト・ヒット』（1998年）                                                 | FVCL-30991    |
| ビクター                                 | アン・ルイス『ANN LEWIS BEST COLLECTION』（2002年）                                                 | FVCL-41134    |
| ビクター                                 | 岩崎宏美『カヴァー・ソングス '79～'89』（2006年）                                                   | FVCL-41889    |
| ワーナーミュージック・ジャパン           | さだまさし『主人公』（1994年）                                                                      | FWCL-30338    |
| ワーナーミュージック・ジャパン           | ペドロ&カプリシャス『別れの朝 ベスト・ヒット』（1993年）                                            | FWCL-30204    |
| 日本コロムビア                           | A.S.A.P. (As Soon As Possible) 『卒業写真』（1995年）                                               | FXCL-30540    |
| 日本コロムビア                           | ちあきなおみ『喝采 ベスト・コレクション』（2000年）                                                 | FXCL-40382    |
| 日本コロムビア                           | アントニオ古賀『アントニオ古賀 ギター名演奏』（2004年）                                             | FXCL-41544    |
| バップ                                   | 因幡晃『わかって下さい ソング・ブック』（1994年）                                                   | FZCL-30354    |
| バップ                                   | 杉山清貴&オメガトライブ『SEASIDE SHOT』（1994年）                                                   | FZCL-30347    |
| アポロン→バンダイ                        | 小柳ルミ子『瀬戸の花嫁 ベスト・ヒット』（1996年）                                                   | FZCL-30670    |
| アポロン→バンダイ                        | 沢田研二『スーパー・ヒット』（1994年） この作品は発売：アポロン / 企画・制作：東芝EMIとなっている。 | FZCL-30297    |

| 洋楽タイトル                | 洋楽タイトル                                                         | 洋楽タイトル |
| レコード会社                | アーティスト/タイトル                                                | 規格         |
| --------------------------- | -------------------------------------------------------------------- | ------------ |
| イーストワールド（東芝EMI） | 『 淀川長治の映画音楽物語』（1997年） 淀川長治の映画解説と映画音楽。 | FECP-30712   |

| 音楽以外のタイトル | 音楽以外のタイトル                                                     | 音楽以外のタイトル |
| レコード会社       | アーティスト/タイトル                                                  | 規格               |
| ------------------ | ---------------------------------------------------------------------- | ------------------ |
| 新潮社             | 『 新田次郎 強力伝／八甲田山（2枚組）』（2002年）朗読：渡辺徹          | FZCZ-41109～10     |
| 新潮社             | 『 星新一 ひらめきの法則』（2009年） 1974年 新潮文化講演会（モノラル） | FZCZ-42489         |